# Стрибки у воду на літніх Олімпійських іграх 1904
Змагання зі стрибків у воду на літніх Олімпійських іграх 1904 в Сент-Луїсі відбулися 5 і 6 вересня в Форест-Парку. Це був дебют цього виду спорту в програмі Олімпійських ігор. Розіграно 2 комплекти нагород, тільки серед чоловіків. Змагалися 10 стрибунів у воду з 2-х країн.

## Медальний залік
| Дисципліна           | Золото                | Срібло               | Бронза                |
| -------------------- | --------------------- | -------------------- | --------------------- |
| Вишка                | Джордж Шелдон (USA)   | Ґеорґ Гоффманн (GER) | Френк Кегоу (USA)     |
| Стрибки на дальність | Вільям Пол Дікі (USA) | Едґар Адамс (USA)    | Лео Бадд Ґудвін (USA) |

## Країни-учасниці
Змагалися 10 стрибунів у воду з 2-х країн:
- Німеччина  (3)
- США  (7)

## Таблиця медалей
| Місце              | Країна             | Золото | Срібло | Бронза | Загалом |
| ------------------ | ------------------ | ------ | ------ | ------ | ------- |
| 1                  | США (USA)          | 2      | 1      | 2      | 5       |
| 2                  | Німеччина (GER)    | 0      | 1      | 0      | 1       |
| Загалом (2 збірні) | Загалом (2 збірні) | 2      | 2      | 2      | 6       |